# Fast Car
| Оценки критиков | Оценки критиков |
| Источник        | Оценка          |
| --------------- | --------------- |
| AllMusic        | [ 1 ]           |

«Fast Car» (с англ. — «Быстрый автомобиль») — песня американской певицы Трейси Чэпмен. Она вышла 6 апреля 1988 года в качестве ведущего сингла с её дебютного альбома 1988 года Tracy Chapman.
В Великобритании cингл с этой песней достиг 5 места (в национальном чарте синглов UK Singles Chart). В США песня достигла 6 места (в «Горячей сотне» журнала «Билборд»).
В 1989 году песня получила три номинации на премию Грэмми и победила в категории Премию «Грэмми» за лучшее женское вокальное поп-исполнение. В 2004 году журнал Rolling Stone поместил песню «Fast Car» в исполнении Трейси Чепмен на 165 место своего списка «500 величайших песен всех времён». В списке 2011 года песня находится на 167 месте.
Люк Комбс выпустил в 2023 году свою кантри-версию песни, которая стала хитом-кросовером и заняла в чартах США более высокое место, чем оригинал (2-е место в Billboard Hot 100 и первое место в Country Airplay).

## Музыка и стихи
По словам критика журнала Metro Weekly Криса Жерара, песня рассказывает сурово реалистичную историю работающей бедной женщины, пытающейся вырваться из порочного круга бедности. Аранжировка песни была описана журналистом из газеты Orlando Sentinel Томом Даффи как тонкий фолк-рок, в то время как Гэри Траст из журнала Billboard назвал композицию фолк-поп-песней. Дэйв Марш сказал, что это, возможно, оптимистическое фолк-рок-повествование, герои которого находятся в приюте для бездомных.

## Релиз и продвижение
Elektra Records выпустила «Fast Car» 6 апреля 1988 года, через день после альбома Tracy Chapman. В июне того же года Чепмен появилась на концерте «Nelson Mandela 70th Birthday Tribute», где первоначально планировалось исполнить три песни («Why?», «Behind the Wall», «Talkin' Bout a Revolution»). Она исполнила их в первой половине концерта. А затем перед самым выходом на сцену неожиданного гостя Стиви Уандера, он узнал, что дискета с его клавиатуры пропала. Он ушёл в панике, заставив организаторов мероприятия вывести Чепмен обратно на сцену с одним лишь микрофоном и гитарой. Пока организаторы готовили сцену для следующего выступления, Чепмен исполнила песни «Fast Car» и «Across the Lines», которые сделали ей имя. Это выступление привлекло внимание к музыке Чепмен, продажи Tracy Chapman значительно выросли, и 27 августа 1988 года альбом возглавил чарт Billboard 200. Сама песня «Fast Car» на той же неделе достигла шестого места в Billboard Hot 100.

## Критика
Журнал Rolling Stone поместил песню на 167 строчку в своём списке 500 величайших песен всех времен. Это единственная песня Чэпмен в списке. Журнал Pitchfork поместил песню на 86 строчку в своём списке «200 лучших песен 1980-х годов». В 2024 году Rolling Stone поместил песню на 113-е место в своем рейтинге 200 величайших кантри-песен всех времён.

## Коммерческий успех
Песня достигла первого места в хит-парадах Бельгии, Канады, Ирландии, Нидерландах и Португалии, а в США заняла 6-е место в Billboard Hot 100. В апреле 2011 года песня вошла в первую десятку Великобритании во второй раз под номером 4 после того, как Майкл Коллингс исполнил её на британском шоу талантов Britain’s Got Talent. Сингл был сертифицирован платиновым в Великобритании в 2014 году на основе цифровых загрузок и потоковой передачи. По состоянию на январь 2016 года в Великобритании было продано 661 500 копий этой песни.

### Чарты
| Чарт (1988)                         | Высшая позиция |
| ----------------------------------- | -------------- |
| Австралия (ARIA)                    | 4              |
| Бельгия/Фландрия (Ultratop 50)      | 1              |
| Канада (RPM Top Singles)            | 1              |
| Канада (RPM Adult Contemporary)     | 5              |
| Ирландия (IRMA)                     | 1              |
| Новая Зеландия (Recorded Music NZ)  | 21             |
| Нидерланды (Dutch Top 40)           | 1              |
| Нидерланды (Single Top 100)         | 2              |
| Швеция (Sverigetopplistan)          | 9              |
| США (Billboard Hot 100)             | 6              |
| США (Adult Contemporary, Billboard) | 7              |
| США (Mainstream Rock, Billboard)    | 19             |
| США (Cash Box Top 100)              | 4              |

### Сертификации
| Регион                                                                      | Сертификация  | Продажи   |
| --------------------------------------------------------------------------- | ------------- | --------- |
| Дания (IFPI Danmark)                                                        | 2× Платиновый | 180 000   |
| Италия (FIMI)                                                               | Платиновый    | 50 000    |
| Великобритания (BPI)                                                        | Платиновый    | 600 000   |
| Великобритания (BPI)                                                        | 3× Платиновый | 1 800 000 |
| Данные о продажах + прослушиваниях приведены только на основе сертификации. |               |           |

## Версия Люка Комбса
Американский кантри-музыкант Люк Комбс выпустил версию песни на своём альбоме Gettin’ Old в 2023 году. Песня была отправлена на американские радиостанции Top 40 и Hot AC в качестве второго сингла с альбома, что стало первым случаем, когда песня Комбса была отправлена на contemporary hit. Песня стала хитом на радио, заняв 2 место в Billboard Hot 100 (пробыв там восемь недель), что выше, чем оригинальная версия Чепмен (№ 6 в 1988 году), и 4 место в Canadian Hot 100. В сентябре 2023 года она возглавила Radio Songs и кантри чарт Hot Country Songs.
В версии Комбса использован оригинальный текст Чепмен, включая строчку «I work in the market as a checkout girl» («Я работаю на рынке кассиршей»). Менеджер Комбса Крис Кэппи сказал журналу Billboard': «Люк тоже автор песен, и Трейси — одна из его любимых артистов. Поэтому его целью было никогда не менять песню. Его целью было почтить то совершенство, которым она является, и изменение пола никогда не приходило ему в голову».
Когда версия Комбса заняла первое место в чарте Country Airplay, Чепмен стала первой чернокожей женщиной (как сольный автор), которой удалось занять первое место в кантри с сольной композицией.
Песня стала 16-м чарттоппрером Комбса в этом радиоэфирном хит-параде кантри-музыки. 12 августа песня возглавила ещё и радиочарт Adult Pop Airplay (начат в 1996 году и учитывает данные радиоэфира от 80 радиостанций жанра adult top 40), а Комбс стал первым мужчиной, которому удалось сольно возглавлять его одновременно с кантри-чартом Country Airplay (создан в 1990, собирает данные радиоэфира от 150 кантри-радиостанций). Ранее этот золотой дубль удалось сделать только четырём песням: «Breathe» (Faith Hill, 1999—2000), «Need You Now» (Lady A, 2009-10), «Meant to Be» (Bebe Rexha & Florida Georgia Line, 2018), «I Hope» (Gabby Barrett feat. Charlie Puth в его поп-ремиксе, 2020).
В чарте Hot Country Songs от 30 сентября 2023 года песня заняла первое место (шестой его чарттоппер) после 19 недель нахождения на второй позиции. Также она возглавляла чарт Radio Songs (четыре недели).
Трейси Чепман и Люк Комбс совместно исполнили эту песню на Грэмми-2024, где песня получила номинацию в категории Best Country Solo Performance.

### Награды и номинации
| Год  | Организация                      | Награда                       | Результата | Ссылка |
| ---- | -------------------------------- | ----------------------------- | ---------- | ------ |
| 2023 | MTV Video Music Awards           | Song of Summer                | Номинация  | [ 45 ] |
| 2023 | Country Music Association Awards | Single of the Year            | Победа     | [ 46 ] |
| 2023 | Country Music Association Awards | Song of the Year              | Победа     | [ 46 ] |
| 2023 | Grammy Awards                    | Best Country Solo Performance | Номинация  | [ 44 ] |

### Чарты
| Чарт (2023)                         | Высшая позиция |
| ----------------------------------- | -------------- |
| Австралия (ARIA)                    | 3              |
| Канада (Billboard Canadian Hot 100) | 2              |
| Канада (Billboard AC)               | 26             |
| Канада (Billboard CHR/Top 40)       | 34             |
| Канада (Billboard Country)          | 1              |
| Канада (Billboard Hot AC)           | 7              |
| Мир (Billboard Global 200)          | 18             |
| Ирландия (IRMA)                     | 16             |
| Новая Зеландия (Recorded Music NZ)  | 14             |
| Великобритания (OCC UK Singles)     | 48             |
| США (Billboard Hot 100)             | 2              |
| США (Billboard Adult Contemporary)  | 7              |
| США (Billboard Adult Pop Airplay)   | 1              |
| США (Billboard Country Airplay) ·   | 1              |
| США (Billboard Hot Country Songs)   | 1              |
| США (Billboard Pop Airplay)         | 12             |

### Сертификации
| Регион                                                                      | Сертификация  | Продажи   |
| --------------------------------------------------------------------------- | ------------- | --------- |
| Австралия (ARIA)                                                            | Платиновый    | 70 000    |
| Новая Зеландия (RMNZ)                                                       | 2× Платиновый | 60 000    |
| США (RIAA)                                                                  | 2× Платиновый | 2 000 000 |
| Данные о продажах + прослушиваниях приведены только на основе сертификации. |               |           |

## Другие каверы
В 2015 году британский продюсер и диджей, Джонас Блу выпустил кавер-версию песни в стиле Tropical house, в котором звучит вокал британской певицы Дакоты. Это ведущий сингл его дебютного альбома Blue. Клубный микс был включён в сборник Jonas Blue: Electronic Nature — The Mix 2017.
Версия Джонаса Блу достигла второго места в UK Singles Chart. Это означало, что кавер-версия заняла позицию выше, чем оригинал Чэпмен, который достиг своей вершины на пятом месте в чарте в мае 1988 года и на позицию выше после переиздания в апреле 2011 года.
За пределами Великобритании версия Джонаса Блу достигла первого места в Австралии и Венгрии, а также была в первой десятке в Германии, Ирландии, Италии, Нидерландах, Бельгии, Новой Зеландии и Швеции. В США версия Джонаса Блу заняла первое место в чарте Hot Dance Club Songs.